# 1778
Évszázadok: 17. század – 18. század – 19. század
Évtizedek: 1720-as évek – 1730-as évek – 1740-es évek – 1750-es évek – 1760-as évek – 1770-es évek – 1780-as évek – 1790-es évek – 1800-as évek – 1810-es évek – 1820-as évek
Évek: 1773 – 1774 – 1775 – 1776 –  1777 – 1778 – 1779 – 1780 – 1781 – 1782 – 1783

## Események

### Határozott dátumú események
- február 6. – Az Amerikai Egyesült Államok és Franciaország szövetségi és kereskedelmi szerződést ír alá Párizsban.[1]
- június 6. – Mária Terézia rendelete Magyarországhoz csatolja a Temesi Bánságot.[2]
- július 3. – Poroszország hadat üzen Ausztriának; megkezdődik a bajor örökösödési háború.[3]
- július 10. – XVI. Lajos francia király hadat üzen Nagy-Britanniának.[4]
- november 26. James Cook partra száll Mauin.[5]

### Határozatlan dátumú események
- Az Egri líceumban megkezdi működését a csillagvizsgáló.[6]

## Születések
- január 24. – Károly Ferdinánd, francia királyi herceg († 1820)
- február 20. – Domby Márton, ügyvéd, költő († 1864)
- március 2. – Csehy József, katona († 1812)
- július 11. – Csery Péter, jegyző, író, költő († 1830)
- augusztus 25. – Vitkovics Mihály, költő, műfordító († 1829)
- szeptember 2. – I. Lajos holland király, francia katona, I. Napóleon francia császár fivére, 1806 és 1810 között Hollandia királya, III. Napóleon császár apja († 1846)
- szeptember 9. – Clemens Brentano, német író és költő, a heidelbergi romantika képviselője († 1842)
- szeptember 20. – Fabian Gottlieb von Bellingshausen, balti német tengerész felfedező, a cári orosz haditengerészet tisztje († 1852)
- november 14. – Johann Nepomuk Hummel, osztrák zeneszerző, zongoraművész († 1837)
- december 6. – Joseph Louis Gay-Lussac, francia természettudós († 1850)
- december 17. – Humphry Davy angol kémikus, fizikus, feltaláló († 1829)

## Halálozások
- január 9. – Bercsényi László, II. Rákóczi Ferenc testőrségének kapitánya, majd Franciaország marsallja (* 1689)
- január 10. – Carl von Linné svéd természettudós, orvos, botanikus (* 1707)
- május 30. – François-Marie Arouet Voltaire, francia író, filozófus (* 1694)
- június 19. – Francesca Cuzzoni, olasz szoprán opera-énekesnő (* 1700)
- november 9. – Giovanni Battista Piranesi, itáliai építész (* 1720)
- november 29. – Doleschall Pál, cseh származású nyelvész, evangélikus lelkész (* 1700)